# カーリング・ワールドカップ
カーリングワールドカップ(英: Curling World Cup）は、世界カーリング連盟とKingdomway Sportsにより、2018–19年シーズンから新設されたカーリング大会。この大会は、3節の予選と最終節の計4節で構成される。

## 歴史
2017年9月、世界カーリング連盟は、2022年北京オリンピックに向けてスポーツの発展を支援することを目的として、カーリングのワールドシリーズ（World Series of Curling）を設立することでKingdomway Sportsと合意に達したと発表した。この合意で、大会は、アジア太平洋地域、ヨーロッパ地域、北米地域、そして北京で行う最終節の計4節で構成するとした。
2018年1月、世界カーリング連盟は、大会の名称をカーリングワールドカップ（Curling World Cup）に変更し、男子、女子、混合ダブルスのイベントで構成することを発表した。
2018年6月、イベントの各節の開催都市、形式、出場資格ルール、ロゴなど、カーリングワールドカップの詳細が発表された。
2019年6月、世界カーリング連盟は、Kingdomway Sportsによる出資拒否のため、2019–2020シーズンのカーリング・ワールドカップを休止すると発表した。

## 形式
カーリングワールドカップの試合は、標準的な10エンドではなく、8エンドで行われる。
8エンドが終わった時点で同点の場合は、両チームが1投ずつ投げ、ボタンに近い方のストーンを勝ちとするシュートアウトで決定する。
8エンドまでに勝ったチームは3ポイント、シュートアウトで勝ったら2ポイント、シュートアウトで負けたら1ポイントを獲得し、8エンドまでに負けた場合は0ポイントとなる。 
上記以外に、優勝チームに10ポイント、準優勝チームに5ポイントが与えられる。
また、優勝チームは無条件でグランドファイナル（最終戦）の出場権を獲得。

## 過去の開催地・結果

### 女子
| シーズン | シーズン | 開催地           | 優勝   | スキップ                 |
| -------- | -------- | ---------------- | ------ | ------------------------ |
| 2018–19  | 第1節    | 蘇州             | カナダ | レイチェル・ホーマン     |
| 2018–19  | 第2節    | オマハ           | 日本   | 藤澤五月                 |
| 2018–19  | 第3節    | ヨンショーピング | 韓国   | キム・ミンジ             |
| 2018–19  | 最終節   | 北京             | カナダ | ジェニファー・ジョーンズ |

### 男子
| シーズン | シーズン | 開催地           | 優勝           | スキップ           |
| -------- | -------- | ---------------- | -------------- | ------------------ |
| 2018–19  | 第1節    | 蘇州             | カナダ         | ケヴィン・クーイ   |
| 2018–19  | 第2節    | オマハ           | アメリカ合衆国 | ジョン・シュスター |
| 2018–19  | 第3節    | ヨンショーピング | カナダ         | マット・ダンストン |
| 2018–19  | 最終節   | 北京             | カナダ         | ケヴィン・クーイ   |

### ミックスダブルス
| シーズン | シーズン | 開催地           | 優勝       | ペア                                                  |
| -------- | -------- | ---------------- | ---------- | ----------------------------------------------------- |
| 2018–19  | 第1節    | 蘇州             | カナダ     | ローラ・ウォーカー カーク・マイヤーズ                 |
| 2018–19  | 第2節    | オマハ           | ノルウェー | クリスティン・スカスリエン マグヌス・ネードレゴッテン |
| 2018–19  | 第3節    | ヨンショーピング | カナダ     | カドリアナ・サハイダーク コルトン・ロット             |
| 2018–19  | 最終節   | 北京             | ノルウェー | クリスティン・スカスリエン マグヌス・ネードレゴッテン |